# Najwyższa Prokuratura Ludowa
Najwyższa Prokuratura Ludowa (chiń. upr. 最高人民检察院; chiń. trad. 最高人民檢察院; pinyin Zuìgāo Rénmín Jiǎnchá Yuàn) – najwyższa jednostka organizacyjna prokuratury w Chińskiej Republice Ludowej.
Podobnie jak Najwyższy Sąd Ludowy jest konstytucyjnie niezawisła, jednak odpowiada przed Ogólnochińskim Zgromadzeniem Przedstawicieli Ludowych.
Najwyższej Prokuraturze Ludowej podlegają prokuratury miejscowe, wojskowe i specjalne.
Na jej czele stoi Naczelny Prokurator, wybierany na 5-letnią kadencję przez OZPL. Ponownie może zostać wybrany tylko raz, może też być odwołany przez OZPL. Pozostałych prokuratorów NPL mianuje Stały Komitet OZPL na wniosek Naczelnego Prokuratora.

## Naczelni Prokuratorzy ChRL
- Luo Ronghuan 1949–1954
- Zhang Dingcheng 1954–1975
- prokuratury zlikwidowane 1975–1978
- Huang Huoqing 1978–1983
- Yang Yichen 1983–1988
- Liu Fuzhi 1988–1993
- Zhang Siqing 1993–1998
- Han Zhubin 1998–2003
- Jia Chunwang 2003–2008
- Cao Jianming 2008–2018
- Zhang Jun 2018–-2023
- Ying Yong(inne języki) od 2023[1]